# 5º Reggimento AVES "Rigel"
ll 5º Reggimento aviazione dell'Esercito "Rigel" è un reggimento elicotteri dell'Esercito Italiano. È inquadrato nella brigata aeromobile "Friuli" di cui, insieme al 7° Rgt, costituisce la componente aerea. 
È di stanza all'Aeroporto "Francesco Baracca" di Casarsa della Delizia.
È costituito da aeromobili dell'Aviazione dell'Esercito (AVES): elicotteri da attacco e da trasporto con i quali possono essere assolti compiti di osservazione del tiro, ricognizione, esplorazione, collegamento e combattimento.

## Storia
Il reggimento viene creato il 1º gennaio 1976, all'aeroporto “Francesco Baracca” di Casarsa della Delizia con la denominazione di 5º Raggruppamento aviazione leggera dell'Esercito “Rigel”, reparto dipendente dal Comando del V Corpo d’armata. Riceve, nello stesso anno, la Bandiera di guerra e nel 1978 viene concesso lo Stemma araldico.
Tra il 1991 e il 1993 l'originaria denominazione viene modificata in 5º Reggimento aviazione leggera dell'Esercito “Rigel” e, in seguito, in 5º Reggimento AVES “Rigel”.
Dopo aver cambiato più volte posizione, trasferitosi all'aeroporto “L. Gabelli” di Campoformido e, in seguito, all'aeroporto “G. Vassura” di Rimini, nel 1998 il Reggimento trova la sua sede definitiva all'aeroporto “Francesco Baracca” di Casarsa.
Dal 1997, dal Comando del V Corpo d’armata, il Reggimento viene trasferito alle dipendenze del Comando ispettorato aviazione dell'esercito.
Nel 1999, il passaggio dell'aviazione dell'Esercito all'Arma di cavalleria determina la sostituzione della Bandiera di guerra con lo Stendardo di combattimento e, nel 2000, il cambio di denominazione in 5º Reggimento cavalleria dell'aria “Rigel”.
Dal 5 maggio 2000 il Reggimento passa alle dipendenze della Brigata aeromobile “Friuli” e, nel 2003, l'unità riassume la denominazione di 5º Reggimento AVES “Rigel”. Il 5 gennaio 2020, il Reggimento salva quattro escursionistii.

## Organizzazione
- Comando Rgt
- 27º Gruppo di volo "Mercurio"
- 49º Gruppo di volo "Capricorno"
- Gruppo di sostegno al volo "Lupo"

## Mezzi
L'unità è equipaggiata con gli elicotteri da esplorazione e scorta Agusta A-129 "Mangusta".